# Менхет, Менуї та Мерті
Менхет, Менуї та Мерті (Menhet, Menwi and Merti) — другорядні дружини фараона Тутмоса III. Непорушена могила дружин була знайдена місцевою селянкою в Фівах в 1916 році. У гробниці було багато золотих прикрас: діадеми, увінчані головами газелей, намиста, браслети, судини, дзеркала, горщики з кремом для обличчя. Двоє з них мають імена западносемитського походження. Хоча вони і поховані разом, але особи на їх Канопах не схожі одна на одну, так що вони навряд чи були у родинних стосунках.

## Галерея

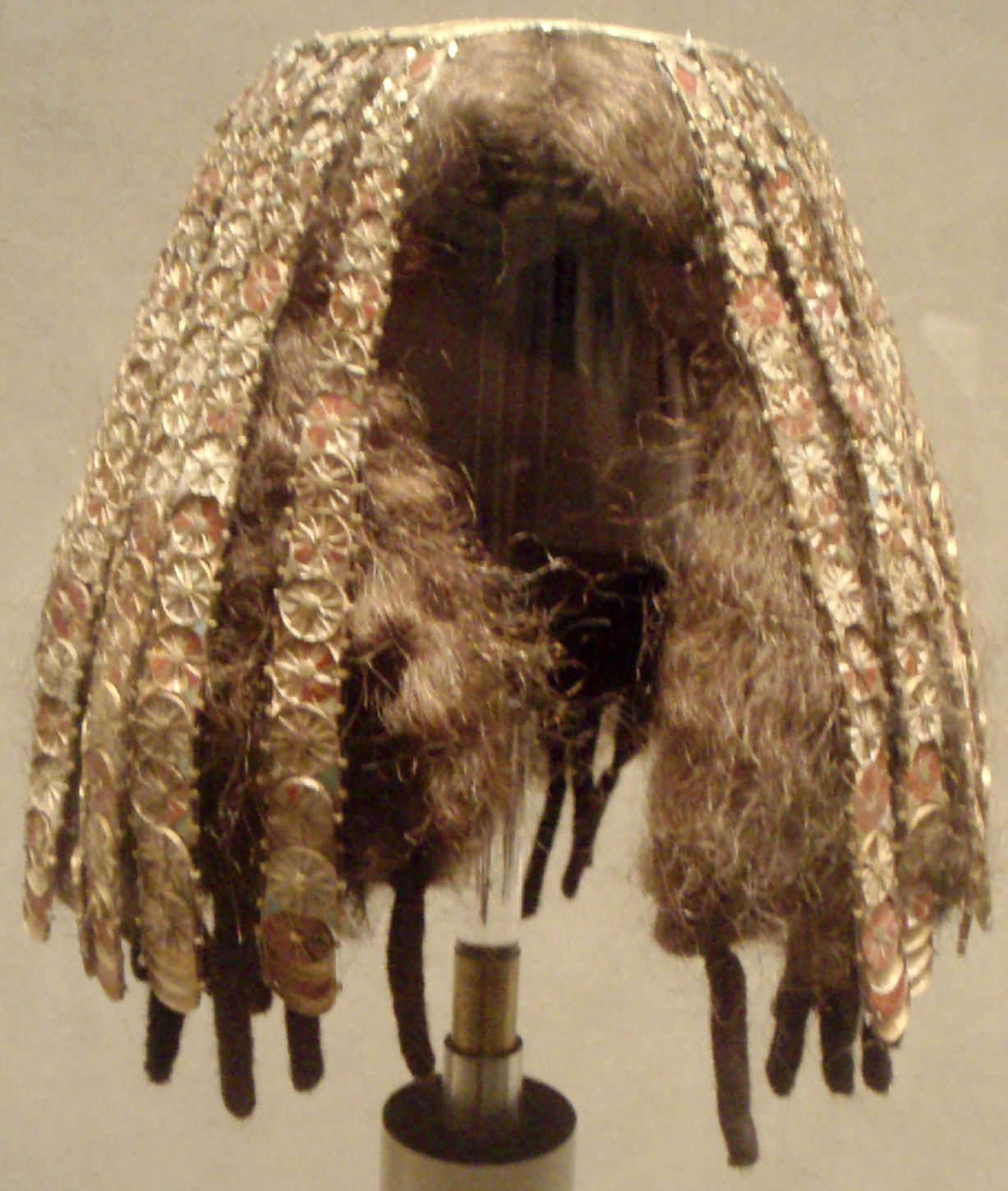
Перука. Виготовлений із золота, левкасу, сердоліку, скла і яшми
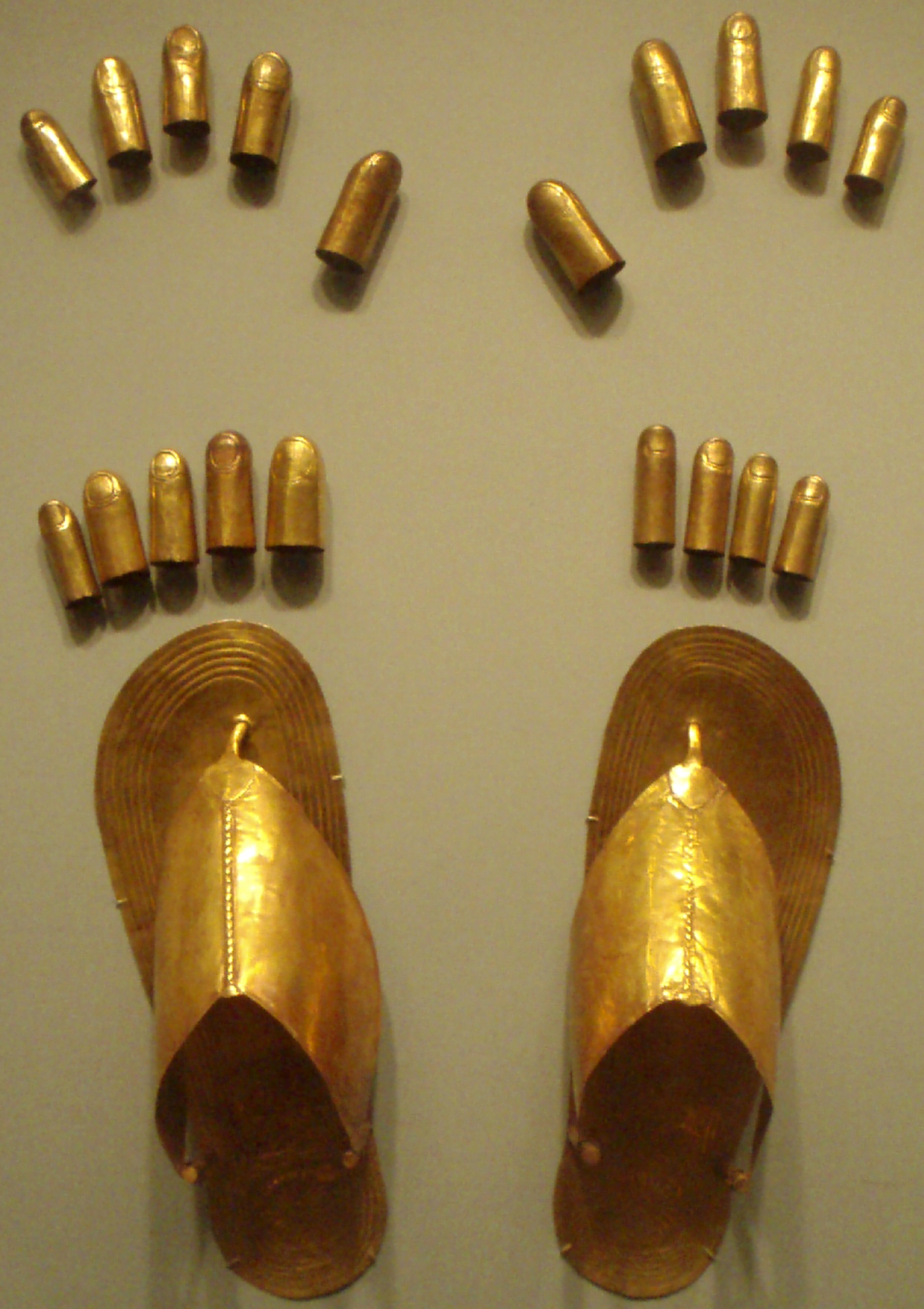
Золоті напальчники, а також сандалі, на виставці в музеї Метрополітен
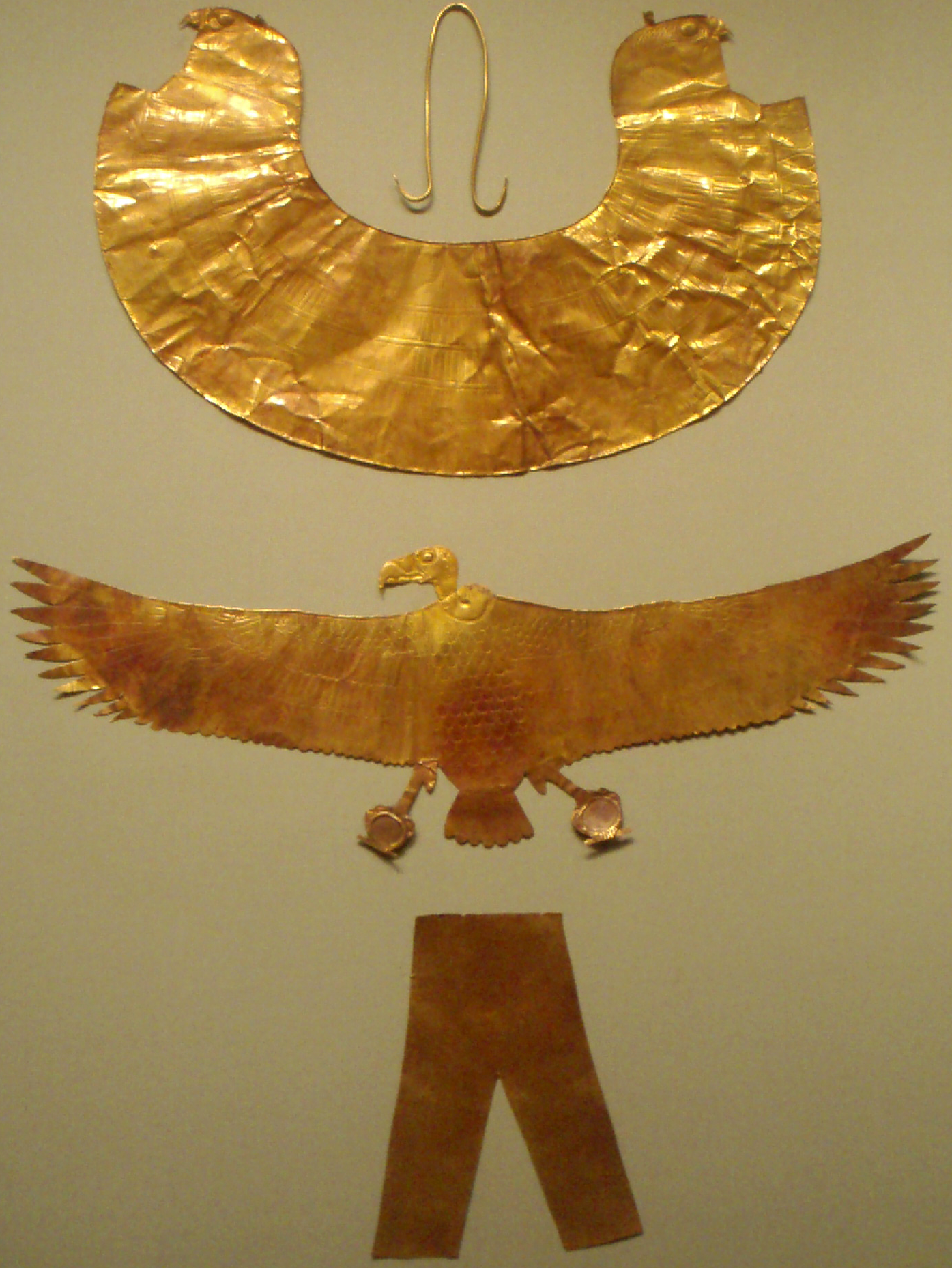
Золота пектораль